# Michael Piller
Michael Piller (30. května 1948 Port Chester, New York – 1. listopadu 2005 Los Angeles, Kalifornie) byl americký televizní scenárista a producent známý hlavně svými příspěvky do světa Star Treku.

## Dětství a kariéra
Narodil se rodičům, kteří se oba věnovali psaní, otec působil jako hollywoodský scenárista, matka byla textařka písní, od útlého věku se sám chtěl stát scenáristou. Navštěvoval University of North Carolina at Chapel Hill, kde byl členem bratrstva Pi Lambda Phi. Ačkoliv se jej učitelé na univerzitě snažili odradit, začal jako vítěz novinářské ceny Emmy prací pro CBS News v New Yorku, WBTV v Charlotte a WBBM-TV v Chicagu. Poté se přestěhoval do Los Angeles, kde v zábavním průmyslu v 70. letech 20. století pracoval jako cenzor a později programový manažer CBS. Začal psát pro televizi a po prodeji scénáře pro seriály Cagneyová & Laceyová a Simon & Simon mu byla nabídnuta funkce scenáristy seriálu Simon & Simon, ve které zůstal tři roky, než se stal producentem.

## Star Trek
V roce 1989 zavolal Maurici Hurleymu, svému příteli, který vedl scenáristy v druhé sezóně seriálu Star Trek: Nová generace, což vedlo k jeho spolupráci s Michaelem Wagnerem na epizodě „Evoluce“. Poté, co Wagner vypadl z vedení týmu pro třetí sezónu, byl Piller požádán, aby od páté epizody „Svazek“ tuto funkci převzal. Během prvních dvou let seriálu štáb trápily konflikty, jak se neustále měnil lidé a scenáristé přicházeli a odcházeli; za jeden rok se mu ale po převzetí vedení podařilo vytvořit silný a stabilní tým scenáristů. Přesunul také těžiště příběhů od „mimozemšťan týdne“ nebo „událost týdne“ k rozvoji postav a charakterů, což bylo považováno jako bod obratu v celém seriálu. Zavedl metodu otevřených dveří pro scénáře, ve kterých mohl kdokoli předložit své představy. To vedlo ke vzniku několika velmi populárních epizod včetně „Enterprise včerejška“. Nová generace běžela celkem sedm let a získala řadu ocenění včetně nominace na Primetime Emmy Award pro nejlepší dramatický seriál. On sám si vybudoval dobrou pověst díky tvorbě množství populárních epizod jako byl dvojdíl „To nejlepší z obou světů“ (který je často označován jako nejlepší epizoda Nová generace) nebo dvoudílná epizoda „Sjednocení“, ve které se znovu objevil Spock.
Když byl v roce 1991 výkonný producent Nová generace Rick Berman požádán studiem Paramount Pictures o vytvoření nového seriálu ze světa Star Treku, obrátil se na právě na Pillera. Star Trek: Stanice Deep Space Nine debutoval v lednu 1993 pilotem „Poslání“ s jeho scénářem. Epizoda se stala nejlépe hodnoceným premiérovým dílem seriálů všech dob a seriál samotný běžel také sedm let. Situace se znovu opakovala v roce 1994, kdy byl Berman požádán o vytvoření nového seriálu pro stanici Paramountu UPN. Ve spolupráci s Jeri Taylorovou tak vznikl seriál Star Trek: Vesmírná loď Voyager, jehož premiéra proběhla v roce 1995.
V téže době vytvořil pro UPN další seriál s názvem Legenda, nicméně ten byl zrušen po dvanácti epizodách. Mezitím pokračoval jako kreativní konzultant pro Deep Space Nine a Voyager odesíláním komentářů ke scénářům, které byly připravovány pro výrobu.
V roce 1993 se spolu se scenáristy Nové generace Ronaldem D. Moore a Brannonem Bragou přiblížil k napsání scénáře pro první celovečerní film Nové generace s pozdějším názvem Star Trek: Generace, ale odmítl. V roce 1997 se situace opakovala, pro snímek Star Trek: Vzpoura společně s Bermanem již příběh vymyslel a sám také napsal scénář.

## Po Star Treku
V roce 1996 prodal svůj první scénář pro celovečerní film nazvaný Oversight. Točí se okolo podvýboru Kongresu a pojednává o „předávání vlády… z jedné generace na druhou“; inspirován byl jeho vztahem se synem Shawnem, který přispěl ke scénářům pro Novou generaci a Voyager. Film však nebyl realizován.
V roce 1999 společně se svým synem Shawem založil produkční společnost nazvanou prostě Piller². Společně pak rozpracovali v roce 2000 pro televizní kanál WB pilot Day One, nicméně tento seriál nebyl nikdy odvysílán.
V roce 2001 byl osloven producentem Lloydem Seganem, aby vytvořil televizní seriál podle románu Stephena Kinga Mrtvá zóna. Seriál napsal spolu se Shawnem, hlavní roli hrál Anthony Michael Hall, premiéru měl 16. června 2002 na USA Network. Na konci roku 2007 byl zrušen kvůli špatným hodnocením.
V roce 2005 startoval na ABC Family Wildfire, což byl jeho další seriál připravený společně se synem; jednu z hlavních rolí hrála Nana Visitorová známá z Deep Space Nine. Čtvrtá a poslední série skončila 26. května 2008.
Dne 1. listopadu 2005 podlehl ve svém domě rakovině hlavy a krku.